# Merridge
Merridge – przysiółek w Anglii, w Somerset. Leży 10,4 km od miasta Bridgwater, 10,4 km od miasta Taunton i 217,9 km od Londynu. W latach 1870–1872 miejscowość liczyła 102 mieszkańców. Merridge jest wspomniana w Domesday Book (1086) jako Malrige.